# Фелмар
Фелмар (њем. Vellmar) град је у њемачкој савезној држави Хесен. Једно је од 29 општинских средишта округа Касел. Према процјени из 2010. у граду је живјело 18.229 становника. Посједује регионалну шифру (AGS) 6633026.

## Географски и демографски подаци
Фелмар се налази у савезној држави Хесен у округу Касел. Град се налази на надморској висини од 163-361 метра. Површина општине износи 14,0 km². У самом граду је, према процјени из 2010. године, живјело 18.229 становника. Просјечна густина становништва износи 1.305 становника/km².

## Међународна сарадња
| Мјесто          | Држава               | Врста сарадње | Од    |
| --------------- | -------------------- | ------------- | ----- |
| Сигетсентмартон | Мађарска             | партнерство   | 1993. |
| Бјудли          | Уједињено Краљевство | партнерство   | 1989. |
| Цел ам Зе       | Аустрија             | партнерство   | 1978. |
| Извор           |                      |               |       |